# مارغريتيس شيناس
مارغريتيس شيناس (باليونانية: Μαργαρίτης Σχοινάς)‏ هو سياسي يوناني وموظف حكومي سابق من مواليد 28 يوليو 1962. تولى منصب نائب رئيس المفوضية الأوروبية لشؤون تعزيز أسلوب حياتنا الأوروبي في ديسمبر 2019 . وهو عضو في حزب الديمقراطية الجديدة، وكان سابقًا عضو في البرلمان الأوروبي من عام 2007 إلى عام 2009 وشغل منصب كبير المتحدثين باسم المفوضية الأوروبية من عام 2014 إلى عام 2019، ونائب المدير العام للإدارة العامة للاتصالات في المفوضية الأوروبية بين عامي 2015 و 2019.